# Война против Перуано-Боливийской конфедерации
Война против Перуано-Боливийской конфедерации (исп. Guerra contra la Confederación Perú-Boliviana) — вооружённый конфликт 1836—1839 годов, в котором с одной стороны участвовала Конфедерация Перу и Боливии, а с другой — Чили, Аргентина и перуанские противники режима Санта-Круса. Особенность конфликта была в том, что из-за антагонизма между чилийским диктатором Порталесом и аргентинским диктатором Росасом Аргентина вела с Конфедерацией отдельную войну, не координируя действий с Чили. Поражение в войне привело к распаду Конфедерации.

## Тарифная война
Создание в 1836 году Андресом де Санта Крусом Перуано-Боливийской конфедерации вызвало тревогу у соседей. Стоящий за спиной чилийского президента Хосе Хоакина Прието политик Диего Порталес опасался, что новое государство нарушит региональный баланс сил и со временем поглотит Чили, и потому сразу стал врагом Конфедерации. Между двумя странами существовали и экономические противоречия: перуанский порт Кальяо и чилийский Вальпараисо соперничали за контроль над торговыми путями в Тихом океане. Внутри Конфедерации тоже было не всё гладко: североперуанские землевладельцы видели в Конфедерации угрозу своим интересам.
Ещё в январе 1835 года будущий президент Перу Филипе Сантьяго Салаверри подписал с Чили Договор о дружбе, торговле и мореплавании, однако сместивший его генерал Луис Хосе де Орбегосо 14 февраля 1836 года аннулировал договор. После создания Конфедерации Перу подняло тарифы на чилийское зерно на 250 %, в ответ Чили совершило аналогичный подъём тарифов на перуанский сахар. Тарифная война была приостановлена лишь благодаря вмешательству мексиканского посла в Чили, взявшего на себя роль посредника.

## Экспедиция Фрейре
После победы консерваторов в Чили бывший диктатор Рамон Фрейре был изгнан из страны и прибыл в Лиму. Он получил помощь от правительства Конфедерации для свержения чилийского правительства, но его экспедиция закончилась неудачей: шлюп «Orbegoso» 28 июля 1836 года был захвачен чилийским фрегатом «Monteagudo» и вошёл в состав чилийского флота, а сам Фрейре, пытаясь взять Анкуд, попал в плен и был помещён в тюрьму на островах Хуан-Фернандес.
После рейда Фрейре Порталес решил предотвратить дальнейшие попытки вмешательства Конфедерации в ситуацию в Чили, и организовал ответный набег на Кальяо. Небольшой чилийский флот под командованием испанского моряка Викторино Гарридо прибыл в Кальяо с визитом дружбы, и ночью 21 августа 1836 года захватил три судна Конфедерации.
Санта Крус попытался уладить конфликт с Чили путём переговоров. Чилийский конгресс отправил на переговоры одного из творцов чилийской конституции — юриста Мариано Эганью. Чилийская сторона выдвинула ряд требований: возвращение займов, взятых Перу у Чили, сокращение армий, извинения за рейд Фрейре и роспуск Конфедерации. Санта Крус согласился на всё, кроме роспуска Конфедерации. В ответ Чили 28 декабря 1836 года объявило войну.

## Война с Аргентиной
Аргентина и Эквадор находились в дружественных отношениях с Конфедерацией, и поначалу оставались нейтральными в конфликте. Однако поддержка Санта Крусом противников аргентинского диктатора Росаса, а также трения по поводу принадлежности области Тариха, до войны за независимость входившей в состав провинции Сальта привели к тому, что 19 мая 1837 года Аргентина также объявила войну Конфедерации. За Конфедерацию вступилась Франция, которая устроила морскую блокаду Буэнос-Айреса, но эти попытки отстранить Росаса от власти не увенчались успехом. 
Операции начались в августе 1837 года, когда перуанско-боливийские войска конфедератов вторглись в большую часть провинции Жужуй, Пуна-де-Жужуй и северную провинцию Сальта. Шли постоянные бои и стычки между обеими войсками. В мае и июне 1838 года армия Конфедерации нанесла поражение войскам Росаса в серии мелких столкновений, наиболее важным из которых был бой при Монтенегро и бой у Куэста-де-Коямбуйо, которые привели к прекращению аргентинцами активных действий, занявших оборонительные позиции, хотя состояние войны продолжалось до победы чилийской армии на территории Перу в сражении при Юнгае.

## Ход войны с Чили

### Кампания 1837 года
Чилийское общественное мнение было против войны, целей которой оно не понимало. Когда чилийское правительство ввело военное положение, оппозиция обвинила Порталеса в установлении диктатуры и начала газетную кампанию, направленную как против него лично, так и против непопулярной войны. Армия ещё помнила «чистки», последовавшие после гражданской войны 1829 года, и в результате 4 октября 1837 года полковник Хосе Антонио Видаурре арестовал Порталеса, осуществлявшего инспекцию казарм в Кильоте. Ошибочно полагаясь на массовую поддержку Видаурре атаковал Вальпараисо, но был отбит возглавившим оборону города контр-адмиралом Мануэлем Бланко Энкаладой. Услышав о поражении мятежа, капитан Сантьяго Флорин 6 октября 1837 года застрелил арестованного Порталеса. Впоследствии все участники заговора были схвачены и казнены.
Тем временем воюющие стороны постарались установить контроль над морскими путями. В ноябре 1837 года флот Конфедерации, состоявший из судов «Socabaya», «Confederación» и «Congreso», вышел в море и атаковал острова Хуан-Фернандес, освободив содержащихся там заключённых, а затем нанёс удары по портам Талькауано, Сан-Антонио, Уаско и Кальдера.
Чилийское правительство отправило в сентябре 1837 года 2800 солдат на судах под командованием адмиралов Энкалада и Симпсона, которые, высадившись в октябре на перуанской территории, после долгого и утомительного марша, понеся по пути большие потери захватили город Арекипа. Однако расчёт чилийцев на поддержку местного населения не оправдался, и пока Энкалада вёл нескончаемые переговоры с местными лидерами, Санта Крус подтянул войска и блокировал город. 17 ноября 1837 года Энкалада был вынужден подписать Паукарпатский договор, в соответствии с которым война заканчивалась, между странами восстанавливались торговые отношения, а чилийская армия получала возможность вернуться на родину.

### Кампания 1838 года
Когда в декабре 1837 года Энкалада позорно вернулся с армией и флотом в Вальпараисо, разразился гигантский скандал. Паукарпатский договор был с негодованием отвергнут чилийским правительством, и война возобновилась. Чилийский флот из пяти линейных кораблей под командованием Симпсона вышел в море, и 12 января 1838 года возле перуанского порта Ислай встретил эскадру Конфедерации. Бой продолжался до темноты без ярко выраженного результата; обе стороны объявили о своей победе.
К середине 1838 года чилийцы сумели завоевать господство на море, а армия, во главе которой стал генерал Мануэль Бульнес Прието, продвигалась на Лиму. 21 августа 1838 года чилийцы разбили перуанские войска, лояльные к Конфедерации, и в конце октября заняли Лиму, но были вынуждены оставить её в начале ноября в связи с приближением большой армии из Боливии под командованием Санта Круса. Чилийские войска эвакуировались в Уачо.
Тем временем представители жителей Перу собрались на конгресс и объявили генерала Гамарру временным президентом независимого Перу.

### Кампания 1839 года
12 января 1839 года в результате победы в морском сражении при Касма чилийский флот стал хозяином в юго-восточной части Тихого океана. На суше Санта Крус 6 января разбил чилийский экспедиционный корпус в битве при Буине, и занял город Юнгай, перерезав чилийские коммуникации. Однако чилийский командующий учёл изменившуюся обстановку — Санта Крусу требовалось разбираться со сложной внутриполитической ситуацией в Конфедерации — и принял решение атаковать. В битве при Юнгае 20 января 1839 года войска Конфедерации потерпели неожиданное поражение, потеряв 2400 человек убитыми и 1600 пленными.
После победы при Юнгае чилийцы двинулись на юг и в апреле вновь заняли Лиму. Санта-Крус бежал в Эквадор, что привело к развалу Конфедерации и прекращению войны.

## Результаты
25 августа 1839 года генерал Агустин Гамарра, вступив на пост президента Перу, официально объявил о роспуске Конфедерации и Северо- и Южно-Перуанских республик, а также о слиянии этих государств в одно государство, которое снова будет называться Перу. Достигнув своей цели — роспуска Конфедерации — чилийские войска 19 октября 1839 года покинули Перу, признав Гамарру в качестве президента Перу. Однако Гамарра продолжил войну с Боливией; он был не против идеи Конфедерации — он был против того, чтобы в Конфедерации доминировала Боливия. Так война против Конфедерации превратилась в перуанско-боливийскую войну, завершившуюся в 1842 году.